# Ed Flanagan (chính khách)
Edward S. Flanagan (18 tháng 12 năm 1950 – 3 tháng 11 năm 2017), thường được biết là Ed Flanagan, là một chính khách người Mỹ từ Vermont. Ông từng là Kiểm toán viên Vermont từ năm 1993 đến năm 2001 và là Thượng nghị sĩ từ năm 2005 đến 2011.

## Tuổi thơ
Flanagan sinh ra ở Washington, DC, con trai của Bernard Lawrence Flanagan (1919-1970) và Margaret (Sawyer) Flanagan. Khi Flanagan được sinh ra, cha ông được tuyển dụng trong đội ngũ của Thượng nghị sĩ Hoa Kỳ George Aiken. Ông tốt nghiệp Đại học Pennsylvania với bằng B.A. trong lịch sử và khoa học chính trị năm 1973, và lấy bằng J.D. từ Trường Luật Harvard năm 1976.
Anh trai của ông, Robert Flanagan, cũng tham gia chính trị, nhưng với tư cách là đảng Cộng hòa phục vụ tại Hạ viện Maryland và là Bộ trưởng Giao thông Vận tải của bang đó từ năm 2003 - 2007.

## Nghỉ hưu và qua đời
Trong tình trạng suy giảm sức khỏe trong thập kỷ cuối đời, Flanagan qua đời vào ngày 3 tháng 11 năm 2017 tại một viện dưỡng lão ở New Hampshire.